# 자기조직화 지도

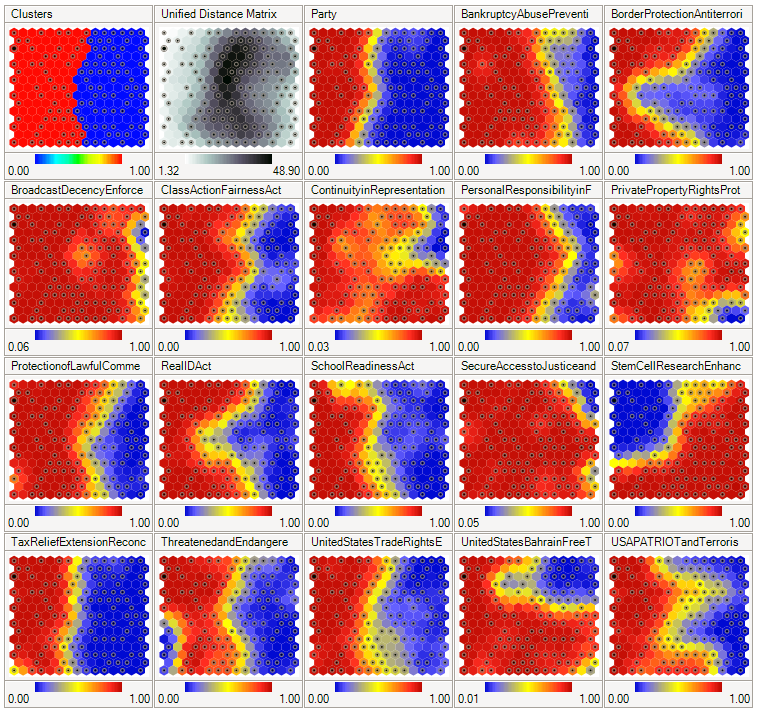

자기조직화지도(Self-organizing map (SOM))는
- 대뇌피질의 시각피질을 모델화한 인공신경망의 일종이다.
- 비교사 학습에 의한 클러스터링 방법의 하나이다.
- 차원을 줄여서 가시화하는 방법의 하나이다.

자기조직화맵이라고도 한다.
인공지능망의 일종인 자기조직화맵은 자율학습의 방법으로 훈련이 되며, 저차원(보통 2차원)의 지도를 생성한다. 이 지도는 입력공간에서 주어진 훈련 샘플에 대한 이산적인 표현을 나타내며, 입력 공간에 대한 위상(topological) 속성을 보존하려고 한다.
SOM은 고차원으로 표현된 데이터를 저차원으로 변환해서 보는 데 유용하다. 이 모델은 이 모델을 처음 고안한 핀란드의 과학자인 Teuvo Kohenen의 이름을 본따 Kohenen map 이라고 불리기도 한다.
다른 인공신경망과 같이, SOM은 훈련과 매핑의 두 가지 모드로 동작한다. 훈련은 입력 샘플을 이용해서 지도를 만드는 과정으로, 경쟁적이며, vector quantization 이라고도 불린다. 매핑 과정에서는 새로운 입력을 훈련 결과에 따라 자동적으로 분류한다..

## 같이 보기
- 딥 러닝